# Цуйван
Цуйван (монг. Цуйван) — традиционное монгольское блюдо. Вид лапши, популярный у многих народов Азии. Для цуйвана сначала готовят на пару тонкие лепёшки из теста, свёрнутые валиком, которые потом разрезаются на неширокие полоски и смешиваются с тушёным мясом и овощами. Для этого блюда обычно используется говядина или баранина, немного курдюка, репчатый лук и морковь, иногда в цуйван добавляют картофель, белокочанную капусту и сладкий перец. И по вкусу можно добавить куркуму. 